# Кристи, Китч
Джордж Мойр «Китч» Кристи (англ. George Moir "Kitch" Christie; 31 января 1940, Йоханнесбург — 22 апреля 1998, Претория) — южноафриканский регбист и регбийный тренер, наиболее известный как тренер состава сборной ЮАР, выигравшего в 1995 году домашний чемпионат мира.

## Биография
Кристи родился 31 января 1940 года в Йоханнесбурге в семье шотландца и англичанки. Он окончил Академию Лит (частная школа в Эдинбурге) и Лондонский институт электроники. От одноклассников он получил прозвище «Китч» в честь известного южноафриканского футболиста Дона Китченбранда, игрока клуба «Рейнджерс» в 1950-е годы. Как игрок он выступал на позиции фланкера в команде «Претория Харлекуинс» (в 2017 году вместе с «Претория Полис» объединена в клуб «Куинс-Боббис»), однако ничем не отметился в качестве игрока и больше запоминался как тренер.
Достаточно долгое время он работал тренером клуба «Харлекуинс», прерываясь на работу в Дурбане тренером команды школы «Гленвуд Олд Бойз», и принёс много трофеев команде в рамках первенства Северного Трансвааля. Китч Кристи также работал тренером-селекционером в команде Северного Трансвааля. В 1980-е годы провёл календарное лето в США, возглавляя на протяжении почти трёх месяцев команду «Чикаго Лайонз» и принеся ей победу в чемпионате Среднего Запада. В 1992 году Кристи получил отказ в просьбе возглавить команду «Нортерн Трансвааль», но принял предложение Луиса Луйта, президента команды Трансвааля, возглавить сборную провинции. Луйт сыграл ключевую роль в дальнейшей карьере Кристи.
В составе команды Трансвааля Кристи стал одним из выдающихся регбийных тренеров: сборная провинции под его руководством два раза подряд выиграла Кубок Карри в 1993 и 1994 годах, впервые победив в розыгрыше с 1972 года, а также в 1993 году выиграла Супер 10 — предшественник современного чемпионата Супер Регби. Всего в 1993 году команда выиграла все четыре турнира, в которых участвовала — это были также Lion Cup и M-NET Night Series. Капитаном клуба стал Франсуа Пиенаар, которому предстояло стать и капитаном сборной ЮАР в канун домашнего чемпионата мира (всего на домашнем ЧМ играло 13 игроков «Трансвааля»).
| Сезон Кубка Карри | Победитель               | Счёт в финале | Финалист        | Место матча                 |
| ----------------- | ------------------------ | ------------- | --------------- | --------------------------- |
| 1993              | Трансвааль Голден Лайонз | 21:15         | Натал Шаркс     | Кингс Парк, Дурбан          |
| 1994              | Трансвааль Голден Лайонз | 56:35         | Фри Стейт Читаз | Спрингбок Парк, Блумфонтейн |

Луис Луйт стал в 1994 году президентом Регбийного союза ЮАР и убедил всех принять кандидатуру Китча Кристи, которая освободилась после того, как Иан Макинтош покинул пост, потерпев серию поражений от «Олл Блэкс» в новозеландском турне. На Кристи оказывалось колоссальное давление, обусловленное и переходным политическим периодом, когда стране нужно было вернуться в мировое сообщество и освободиться от предубеждений, навязанных апартеидом. Кристи имел в своём распоряжении только девять месяцев на подготовку сборной к домашнему чемпионату мира. В октябре 1994 года его команда победила Аргентину дома, а затем в ноябре во время европейского турне обыграла Шотландию и Уэльс. В апреле 1995 года контрольный матч против Самоа также завершился победой, что означало, что команда справилась с волнением и подготовилась к Кубку мира: таким образом, жеребьёвка позволяла ЮАР в случае успеха заполучить относительно лёгкую сетку и не попасть ни на Англию, ни на Новую Зеландию раньше финала.
Команда выиграла все три матча группового этапа, победив в матче открытия Австралию, действовавшего чемпиона мира, а затем пройдя легко Румынию и с боем победив Канаду. В четвертьфинале южноафриканцы прошли самоанцев, в полуфинале вырвали на зубах победу у Франции и в финале должны были сыграть с новозеландцами, ведомыми Джоной Лому, который занёс четыре попытки англичанам в полуфинале. В финале, однако, Лому удалось сдержать: основное время завершилось вничью 9:9, а в дополнительное время новозеландцы были побеждены со счётом 15:12, что принесло ЮАР первый титул чемпиона мира в истории регби.
В ноябре 1995 года состоялась последняя игра ЮАР с Кристи в качестве главного тренера — победа над Англией в Лондоне на «Туикенеме». Тренер уже был болен лейкемией, с которой с 1979 года вёл борьбу. По воспоминаниям Франсуа Пинара, после победы вся команда обняла тренера, а позже Джеймс Далтон и Франсуа Пинар узнали, что в порыве объятий сломали два ребра Кристи, но тот даже слова не вымолвил. В марте 1996 года Кристи покинул пост тренера и уступил его Андре Маркграаффу. Всего в активе Кристи было 14 тест-матчей на посту тренера сборной ЮАР, и во всех 14 матчах южноафриканцы победили. Подобный рекорд поставил только с 1966 по 1968 годы Фред Аллен, который привёл «Олл Блэкс» к 14 победам подряд в тест-матчах, но позже рекорд Аллена и Кристи перебил Ник Маллетт, ещё один будущий наставник «Спрингбокс».
В марте 1996 года после ремиссии Кристи получил шанс возглавить команду «Буллз» из Северного Трансвааля, которой стал руководить с 1997 года в рамках Супер 12. Однако в начале сезона он не мог путешествовать с командой из-за состояния здоровья, а спустя несколько недель после начала выполнения своих обязанностей он был госпитализирован, поскольку состояние резко ухудшилось. Президент регбийной сборной Северного Трансвааля Хенти Серфонтейн уволил Кристи, который уже был в больнице. Сам Кристи возмутился поступку президента, обвинив того в том, что он «выпинал его как собаку». К концу 1997 года состояние ухудшилось настолько, что Кристи потребовалось лечение в США. Он проработал некоторое время техническим советником в команде «Фэлконс», однако уже на Пасху 1998 года срочно был госпитализирован в откровенно плачевном состоянии.
22 апреля 1998 года Китч Кристи скончался от рака на 59-м году жизни. У него остались жена Джуди, с которой он прожил в браке 19 лет, сын Клейтон от этого брака и дочери Кэтрин и Кэролайн от предыдущего брака.

## Память
- 21 сентября 2007 года указом Президента ЮАР Джордж Мойр «Китч» Кристи был посмертно награждён Серебряным орденом Ихаманга[англ.] «за великолепный вклад в регби, достигнутый благодаря выдающимся тренерским качествам и управлению сборной ЮАР, приведшему к победе на Кубке мира 1995 года»[1].
- В 2009 году история первых лет правления Нельсона Манделы и победы ЮАР на домашнем чемпионате мира была экранизирована в фильме «Непокорённый», где роль Китча Кристи сыграл Патрик Джон Уолтон.
- В 2011 году Китч Кристи посмертно как тренер чемпионов мира стал членом Зала славы World Rugby[англ.], куда также были включены все чемпионы мира 2007 года с тренером-победителем[2].